# Edgar Martínez
Edgar Martínez (New York, 2 gennaio 1963) è un ex giocatore di baseball statunitense.
Soprannominato "Gar" e "Papi", ha trascorso tutti i suoi 18 anni di carriera in Major League Baseball (MLB) nelle file dei Seattle Mariners, nel ruolo di terza base e battitore designato. È stato introdotto nella Baseball Hall of Fame nel 2019.

## Carriera

### Seattle Mariners
Edgar Martínez firmò il primo contratto con i Seattle Mariners il 19 dicembre 1982: Inizialmente fu destinato alle leghe minori in Singolo A, per poi farsi strada giocando con i Chattanooga Lookouts in Doppio A e i Calgary Cannons in Triplo A.
Martínez ha debuttato in MLB con i Mariners il 12 settembre 1987. Dalla stagione 1990 è diventato terza base titolare. Dopo un paio di stagioni con poche presenze per via di infortuni vari, è diventato a tempo pieno battitore designato nel 1995.
Ha avuto la miglior media battuta della American League per due stagioni, nel 1992 con. 343 e nel 1995 con. 356.
Si è distinto nelle American League Division Series del 1995 contro i New York Yankees, in particolare per il doppio all'11° inning di gara 5 con cui ha battuto a casa 2 punti, siglando la vittoria dei Mariners nella partita per 6-5 e nella serie per 3-2. Quella battuta è spesso ricordata semplicemente come "The Double", "il doppio".
Ha giocato la sua ultima partita in MLB il 3 ottobre 2004.
È stato inserito nella Hall of Fame dei Seattle Mariners of Fame il 2 giugno 2007.
Dal 2015 è coach di battuta per i Seattle Mariners.

### Riconoscimenti
- 7 partecipazioni all'All-Star Game (1992, 1995, 1996, 1997, 2000, 2001, 2003)

- 5 Silver Slugger Award (1992, 1995, 1997, 2001, 2003)

- Premio Roberto Clemente (2004)

- Hall of Fame dei Seattle Mariners (2007)